# 네이버TV
네이버TV(영어: Naver TV)는 대한민국의 동영상 스트리밍 사이트로, 사용자가 영상을 시청 · 공유할 수 있다. 네이버가 운영 및 소유하고 있으며, 안드로이드, iOS에서 지원되고 있다. 외형은 거의 유튜브와 비슷하다.

## 역사
2017년초 네이버TV로 서비스 명칭을 정했다. 초기에는 13개의 테마관으로 서비스를 진행하였으나, 현재는 30개의 테마관으로 확장하여 서비스를 진행하고 있다.앱의 경우에는 NAVER NOW로 이름을 바꿨다.

## 기술 사항
- 멀티트랙

- 360’ 동영상

- UHD 동영상

## 저작권
네이버TV의 모든 콘텐츠의 저작권은 저작권자에 있으며, 이를 무단 이용하는경우 저작권법 등에 따라 법적 책임을 질 수 있다. 더불어 네이버TV는 한국 음악 저작권 협회와 제휴를 맺어 영상 내 음악을 사용하는 경우 별다른 비용을 지불하지 않아도 된다. 다만, 한국 음악 저작권 협회가 비보유한 음원을 사용할 경우 및 저작자를 표기하지 않는 경우 공표권 등 저작권법 위반이다.

## 네이버 파트너 스퀘어
네이버 파트너스퀘어는 사업자와 창작자를 위한 무료 교육을 네이버TV에서 라이브로 제공하고 있다. 네이버 파트너스퀘어TV는 전문강사가 라이브로 강의를 진행하고, 채팅창을 통해서 교육 질문과 강사 및 전문가의 답변을 받을 수 있다.
네이버는 네이버TV에서 활동하는 이들에게 무료로 스튜디오를 제공하고 있다. 선착순 신청자에게 제공하고 있으며, 스튜디오는 서울(종로, 상수, 역삼, 홍대), 광주, 부산에 위치해 있다. 단, 홍대 스튜디오는 구독자 1,000명 이상의 채널을 보유한 창작자만 이용 가능하다.

## 수익
시청 시간 18,000분 이상 및 구독자 300명 이상이라는 조건을 충족할 경우 동영상에 광고를 달아 광고 수익을 얻을 수 있다. 더불어 구독자 3000명 이상이 되면 후원 기능을 통해 시청자들로부터 별도의 수익을 얻을 수도 있다.
유튜브와 광고 수익 계산 기준이 다르며, 유튜브의 경우 구글에 등록한 광고이고, 네이버TV는 네이버에 등록한 광고여서 영상 단가도 다르고 그에 따른 수익도 다르다.

## 같이 보기
- 네이버
- UCC
- 유튜브
- 카카오TV